# Кузино (Великоустюгский район)
Кузино — рабочий посёлок в Великоустюгском округе Вологодской области России. Образует упразднённое городское поселение Кузино. В рамках организации местного самоуправления Великоустюгский район преобразован в муниципальный округ, в связи с чем все городские и сельские поселения округа упразднены и разделяются на территориальные отделы.
Статус посёлка городского типа — с 1983 года. До этого времени — микрорайон (посёлок) в составе города Великий Устюг. С июня 2022 года — административный центр территориального отдела в посёлке Кузино.
Расположен на правом берегу затона Малой Северной Двины, напротив Великого Устюга, лежащего на левом берегу реки, у слияния Сухоны и Юга. С городом посёлок связан паромной переправой.
Оценка официально зарегистрированных лиц в посёлке Кузино на 2023 год — 801 человек, фактически проживающего населения — 602 человека.

## География
Находится в северо-восточной части области, в подзоне средней тайги, на берегу Кузинского затона (искусственного сооружения 1921 года на месте бывшей Кузинской курьи, части старого русла реки Юг):172, на расстоянии примерно 2 километров (по прямой) к юго-востоку от города Великий Устюг, административного центра района.

### Климат
Климат характеризуется как умеренно континентальный, с холодной продолжительной зимой и умеренно тёплым летом. Среднегодовая температура воздуха — +1,5 °C. Средняя температура воздуха самого холодного месяца (января) — −13,8 °C (абсолютный минимум — −48 °С), средняя температура самого тёплого (июля) — +16,8 °С (абсолютный максимум — +38 °С). Годовое количество атмосферных осадков составляет около 673 мм, из которых около 445 мм выпадает в тёплый период. Снежный покров держится в течение 166 дней.

## История
В ноябре 1918 года из земель Шемогодского земельного отдела Шемогодской волости выделен участок в 540 квадратных сажен под постройку мастерских для
нужд речного флота. 12 ноября 1918 года образован Кузинский
механический завод — градообразующее предприятие поселения:172. В 1921 году создан искусственный Кузинский затон на месте естественной Кузинской курьи:172. На территории волости (после реформирования — Шемогодского сельсовета), началась урбанизация, объединение поселений.
7 января 1939 года Указом Президиума Верховного Совета РСФСР населенные пункты Жилкино и Яиково, а также подчиненные в административно-хозяйственном отношении городскому Совету населённые пункты Сметанино, Соколово, Маринино, Михайловская, Коромыслово, Есиплево, Бородкино, Боровичи, Пятницкое Сельцо были включены в городскую черту:69.
В состав городского микрорайона Кузино вошли населённые пункты Есиплево, Боровичи, Бородкино Нижнее (Бородкино):172.
Решением Вологодского облисполкома от 24 января 1983 года территория
бывшего поселка Кузино исключена из состава города Великий Устюг, поселок Кузино отнесен к категории рабочих поселков :84.
В 1984 году в состав посёлка Кузино включена деревня Кузино Шемогодского сельсовета, ныне микрорайон Верхнее Кузино:175.

## Население
| 1989  | 2002  | 2009  | 2010  | 2011  | 2012  | 2013  |
| ----- | ----- | ----- | ----- | ----- | ----- | ----- |
| 2042  | ↘1451 | ↘1335 | ↘1106 | ↗1127 | ↘1094 | ↗1112 |
| 2014  | 2015  | 2016  | 2017  | 2018  | 2019  | 2020  |
| ↘1109 | ↘1058 | ↘1025 | ↘988  | ↘976  | ↘947  | ↘915  |
| 2021  | 2023  |       |       |       |       |       |
| ↘869  | ↘801  |       |       |       |       |       |

## Инфраструктура

### Экономика
Во времена СССР основным предприятием посёлка был механический завод.
В 1967 году при «Кузинском механическом заводе» создан цех по изготовлению шкатулок, туесов и других изделий народного художественного промысла, украшенных прорезной берёстой. На его основе 1981 году в Великом Устюге открыта фабрика «Великоустюгские узоры».
Сейчас бо́льшая часть экономически активного населения посёлка занята на предприятиях Великого Устюга. Механический завод не действует с 2006 года. Предприятий и организаций с рабочими местами в Кузино практически не осталось, жизнь приходит в упадок.
В посёлке действует детский сад, участковая больница, пекарня, дом культуры, библиотека, почта, пожарная часть, работает несколько частных магазинов.

## Транспорт

### Переправа
Посёлок Кузино отделён от Великого Устюга Малой Северной Двиной. Летом имеется бесплатное паромное сообщение для пешеходов, автомобилей до 3,5 тонн, автобусов и спецтехники:
- Великий Устюг — Кузино — Аристово;
- Великий Устюг (затон) — Кузино (остров);

В зимний период действует ледовая переправа. В межсезонье осуществляются перевозки пассажиров судном на воздушной подушке, а при благоприятной ледовой обстановке — судном ледокольного класса РБТ.

### Автобус
Через Кузино в зимний и летний сезоны проходят автобусные маршруты:
- № 305 Великий Устюг — Сусоловка по понедельникам;
- № 124 Великий Устюг — Кузино по рабочим дням;
- № 114 Великий Устюг — Аристово по вторникам;
- № 115 Великий Устюг — Карасово по четвергам.

Остановка общественного транспорта «Кузино» на автодороге регионального значения «Великий Устюг — Палема — Луза» (идентификационный номер 19-214ОПРЗ19К-006).